# 윌리엄 A. 휠러
윌리엄 앨먼 휠러(William Almon Wheeler, 1819년 6월 30일 ~ 1887년 6월 4일)는 미국의 공화당 정치인으로 뉴욕주 연방 하원과 19대 부통령 (1877년 ~ 1881년)을 지냈다.

## 어린 시절
뉴욕주 말론에서 검사이자 지방 우체국장 앨먼 휠러와 일라이자 우드워스에게 태어났다. 윌리엄이 8세 밖에 안되었을 때 부친이 37세의 나이에 사망한 후, 일라이자는 가족을 성원하는 데 세입자로서 프랭클린 아카데미 근처로부터 학생들을 데려왔다.
프랭클린 아카데미로부터 초기 교육을 받으면서 더불어 휠러는 농부로 일을 하여 대학을 위하여 돈을 모았다. 19세의 나이에 그는 버몬트 대학교에 입학하여 다음 2년 동안 수학하였으나 결국적으로 재정적 압박의 이유로 졸업 없이 중퇴하였다.

## 경력
자신의 졸업 학위를 포기한 후, 휠러는 멀론으로 돌아와 학교에서 교사직을 시작하였다. 이어서 그는 법률을 수학하여 1845년 법정으로 수용되었으며 멀론에서 자신의 법적 실행을 시작하였다.
1846년 휠러는 프랭클린군에서 지방 검사로 임명되어 1849년까지 그 직위에 남아있었다. 이어서 그는 휘그당에 입당하여 1850년과 1851년 사이에 프랭클린군으로부터 뉴욕주 의회의 의원을 지내면서 하원 세입 의원회의 의장을 맡았다.
후에 휠러는 새롭게 결성된 공화당으로 전향하여 1858년부터 제17 선거구로부터 뉴욕주 상원의 의원이 되었다. 이어서 그는 자신이 4년간 지낸 임시 회장으로 선출되었다.
1861년 3월 휠러는 뉴욕주 제16선거구로부터 연방 하원이 되어 자신이 1863년 3월까지 남아있던 제37회 의회로 공화당원으로서 선출되었다.
1867년 6월부터 1868년 2월까지 그는 뉴욕주 헌법 회의 의장을 지냈다. 1868년 휠러는 다신 선거를 이겨 뉴욕주 제17 선거구의 연방 하원이 되어 퍼시픽 철도 위원회의 의장을 맡았다.
1869년부터 1873년까지 제41회와 제42회 의회에 근무한 후, 휠러는 이어서 제43회와 제44회 의회에서 하원의 의원으로 재선되었다. 그는 1869년 3월 4일부터 1877년 3월 4일까지 8년 동안 지속적으로 직무에 남아있었다.
1876년 휠러는 러더퍼드 B. 헤이스의 러닝메이트로서 공화당에 의하여 후보로 지명되었다. 이어서 휠러는 1876년 미국 대통령 선거에서 경쟁된 선거 투표 용지에 통치하는 데 임명된 선거 위원회의 결정을 통하여 19대 부통령으로 선출되었다.
그느 공천 후보로 단면 균형을 마련하는 목적으로 부통령을 위하여 지명되었으며 1877년 3월 4일 취임되었다. 자신의 승낙 편지에 휠러는 헤이스 대통령이 즉시 확보한 재건을 끝내기 위한 필요성을 언급하였다.
부통령으로서 휠러는 상원에 사회를 보아 1881년 3월 4일 자신의 기간 끝까지 지냈다. 자신의 재직을 끝낸 휠러는 공공 생활로부터 퇴직하였다.

## 주요 업적
1875년 연방 하원으로 재선되어 제44회 의회의 의원이 된 휠러는 루이지애나주에서 논쟁의 여지가 있는 선거를 조사하는 위원회로 임명되었다. 이어서 그는 주에서 정당들 사이에 반대한 문제들이 해결된 것을 통하여 잘 알려진 "휠러 타협"을 저서하였다. 이 타협과 함께 주의 행정부 통치는 공화당과 민주당 사이에 나누어졌다.

## 개인 생활
1845년 9월 휠러는 자신의 전 학생들 중의 하나였던 메리 킹과 결혼하였으며 1876년 메리 여사의 사망까지 부부는 함께 남아있었다.
부통령으로서 자신의 기감을 완료한 후, 휠러는 자신의 건강 악화로 공공 생활로부터 퇴직을 택하였다. 1887년 6월 4일 멀론에 있는 저택에서 67세의 나이로 사망하여 모닝사이드 묘지에서 자신의 부인 옆에 안치되었다.

## 역대 선거 결과
| 선거명        | 직책명                     | 대수 | 정당   | 득표율 | 득표수 (선거인단)   | 결과 | 당락                 |
| ------------- | -------------------------- | ---- | ------ | ------ | ------------------- | ---- | -------------------- |
| 1860년 선거   | 하원의원 (뉴욕 제16선거구) | 37대 | 공화당 | 58.73% | 10,571표            | 1위  | 뉴욕주 하원의원 당선 |
| 1868년 선거   | 하원의원 (뉴욕 제17선거구) | 41대 | 공화당 | 70.83% | 15,262표            | 1위  | 뉴욕주 하원의원 당선 |
| 1870년 선거   | 하원의원 (뉴욕 제17선거구) | 42대 | 공화당 | 69.56% | 13,020표            | 1위  | 뉴욕주 하원의원 당선 |
| 1872년 선거   | 하원의원 (뉴욕 제18선거구) | 43대 | 공화당 | 69.16% | 14,725표            | 1위  | 뉴욕주 하원의원 당선 |
| 1874년 선거   | 하원의원 (뉴욕 제19선거구) | 44대 | 공화당 | 68.94% | 12,323표            | 1위  | 뉴욕주 하원의원 당선 |
| 1876년 선거   | 미국의 부통령              | 19대 | 공화당 | 47.95% | 4,034,142표 (185명) | 1위  | 미국의 부통령 당선   |
| 1881년 재선거 | 상원의원 (뉴욕 제1부)      | 47대 | 공화당 | 2.76%  | 4표                 | 4위  | 낙선                 |